# Bouchevilliers
Bouchevilliers település Franciaországban, Eure megyében. Lakosainak száma 72 fő (2022. január 1.). Bouchevilliers Amécourt, Mainneville, Mesnil-sous-Vienne, Saint-Pierre-es-Champs, Talmontiers és Neuf-Marché községekkel határos.

## Népesség
A település népességének változása:
| Lakosok száma | 62   | 63   | 45   | 74   | 74   | 79   | 81   | 83   | 79   | 72   |
|               | 1968 | 1982 | 1990 | 2006 | 2013 | 2015 | 2017 | 2019 | 2020 | 2022 |